# Tchystiakove
Tchystiakove, ou Thorez (en ukrainien Чистякове, en russe : Чистяково, Tchistiakovo ou Торез) est une ville minière de  l'oblast de Donetsk, en Ukraine. La ville porte depuis 1964 le nom du secrétaire général du Parti communiste français, Maurice Thorez. En 2016, le parlement ukrainien vote une loi de « décommunisation » imposant de reprendre l'ancien nom de la ville : Tchystiakove. Thorez est occupée par l'autoproclamée république populaire de Donetsk depuis 2014.

## Histoire
Thorez est une municipalité qui compte également deux communes urbaines : Pelagueïevka et Rozsipne. 

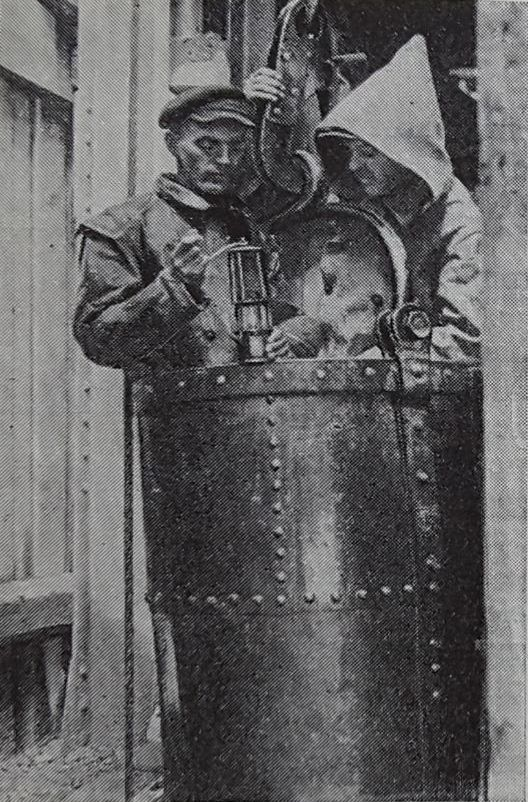
Mineurs descendant dans la mine, 1916.

La région a été colonisée en 1778 au confluent des rivières Sevostyanivka et Orlova (qui se jettent dans le fleuve côtier Mious) par des serfs en fuite venus du sud de la Russie et d'Ukraine. En 1800, la colonie, qui comptait 225 habitants, était connue sous le nom de Sloboda Alexeïevka, du nom d'un fils du propriétaire terrien et fondateur S. Leonov. 
Dans les années 1860, la ville, désormais connue sous le nom de Tchistiakovo, du nom d'un marchand et propriétaire d'un manoir local, était un centre d'extraction du charbon. En 1875, deux sociétés minières ont été fondées : Tchistiakovskoïe (qui exploitait deux mines de charbon) et Alexeïevskoïe, qui a été renommée Nadia en 1907. Les mines de Tchistiakovo ont produit 4,7 millions de livres de charbon en 1909, et 76,8 millions de livres en 1916.
En 1924, l'industrie minière de Tchistiakovo comptait autour 142 localités d'habitations, avec un total de 44 679 résidents. Huit ans plus tard, ces quartiers sont devenus une ville, et les dix carrières de charbon de la ville ont été incorporées dans le combinat industriel de Tchistiakovo un an plus tard.
Dans les années 1940, la ville comptait trois districts administratifs :
- Tchervona Zirka (Étoile rouge)
- Pivdenna Groupa (Groupe Sud)
- La gare de Thorez (Chemin de fer)

Pendant la Grande Guerre patriotique, Tchistiakovo a été occupée par l'armée allemande du 31 octobre 1941 au 2 septembre 1943. En 1964, Tchistiakovo a été rebaptisée Thorez en l'honneur de Maurice Thorez, ancien dirigeant du Parti communiste français, qui était mineur de charbon.

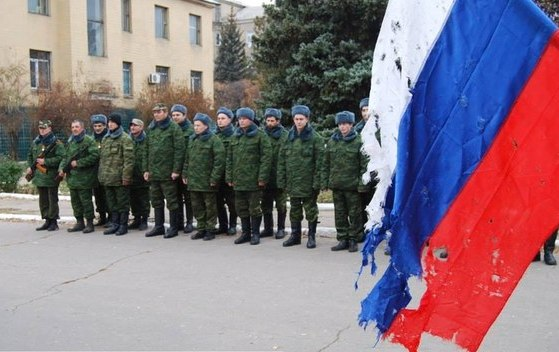
Miliciens pro-russes à Thorez, le 13 novembre 2014.

À l'élection présidentielle de 2004, la ville a voté massivement en faveur de Viktor Ianoukovytch (96,33 % des voix, Viktor Iouchtchenko n'en obtenant que 2,13 %).
À la mi-avril 2014 la ville a été prise par les miliciens pro-russes de la RPD. Le 28 juillet 2014, l'armée ukrainienne s'est emparée de Thorez après d'intenses combats. En décembre 2014, les pro-russes reprennent le contrôle de la ville. Le parlement ukrainien renomma la ville en Tchystiakove en 2016 à la suite d'une campagne de décommunisation, mais le changement de nom ne fut évidemment pas reconnu par les autorités locales, la ville étant sous administration de la république populaire de Donetsk et non plus sous celle du gouvernement central de Kiev.

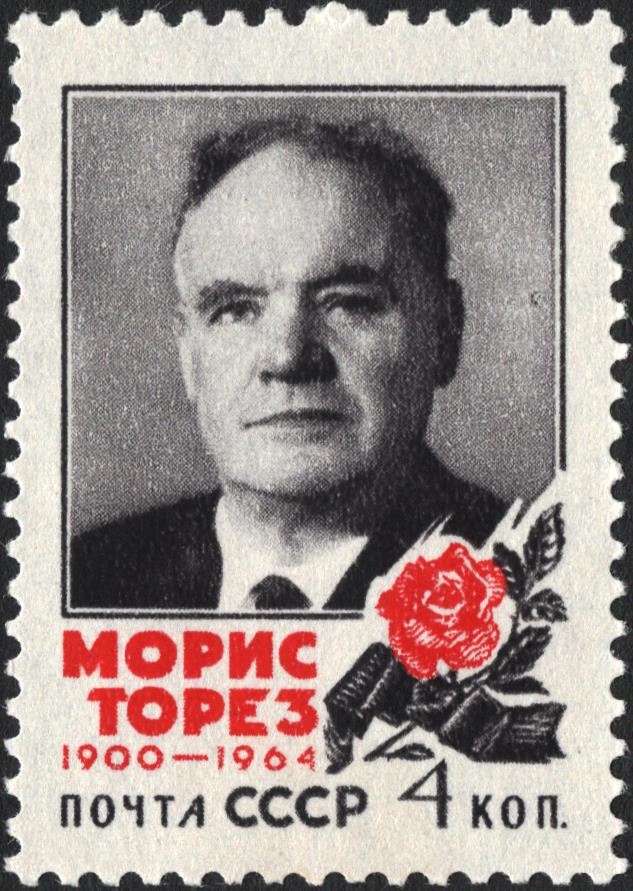
En 1964, Tchistiakovo a été rebaptisée Thorez en l'honneur de Maurice Thorez, secrétaire de longue date du Parti communiste français qui était un ancien mineur de charbon.

Le 17 juillet 2014, le Vol 17 Malaysia Airlines s'écrasa près de la ville, vraisemblablement abattu par un missile sol-air.

## Population
Recensements (*) ou estimations de la population :
| 1923* | 1926* | 1939*  | 1959*  | 1970*  | 1979*  |
| ----- | ----- | ------ | ------ | ------ | ------ |
| 1 095 | 1 936 | 49 451 | 91 549 | 92 897 | 87 209 |

| 1989*  | 2001*  | 2010   | 2011   | 2012   | 2013   |
| ------ | ------ | ------ | ------ | ------ | ------ |
| 88 049 | 72 346 | 60 032 | 59 199 | 58 728 | 57 998 |

### Démographie
Nationalités selon le recensement ukrainien de 2001 : 
- Ukrainiens : 50,8 %
- Russes : 45,1 %
- Biélorusses : 1,3 %
- Tatars : 1,3 %
- Arméniens : 0,2 %
- Grecs : 0,1 %

## Transports

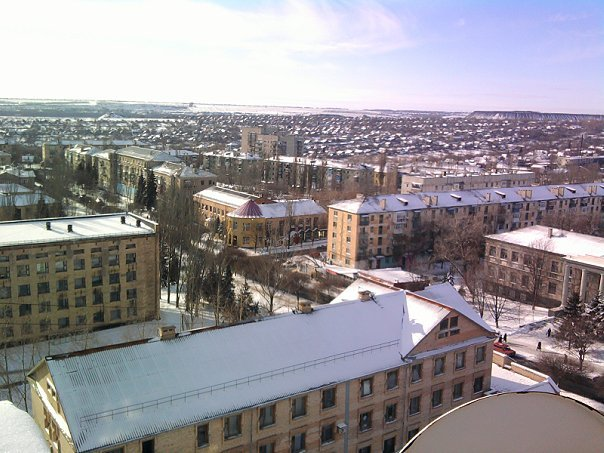
Rues Mykolaiv et Pioneerska dans le centre de Thorez.

Thorez/Tchystiakove est située à 121 km de Donetsk par le chemin de fer et à 64 km par la route.
Le système de transport de la ville comprend trente et une lignes desservies par des autobus et des taxis et des liaisons avec les villes de Snejnoïé et Chakhtiorsk. L'autoroute Lougansk-Donetsk traverse le centre de la ville sur neuf kilomètres. La gare routière (rue Popovitch) assure la liaison avec Donetsk, Kharkiv et d'autres villes de l'est de l'Ukraine. La ville possède trois grandes gares ferroviaires : Thorez (rue de la Gare), Rozsypne et Pelahiyivka. Deux gares desservent des trains de banlieue électriques : Dronove à Pelahiyivka et Voskressenska dans le centre de Thorez.

## Économie

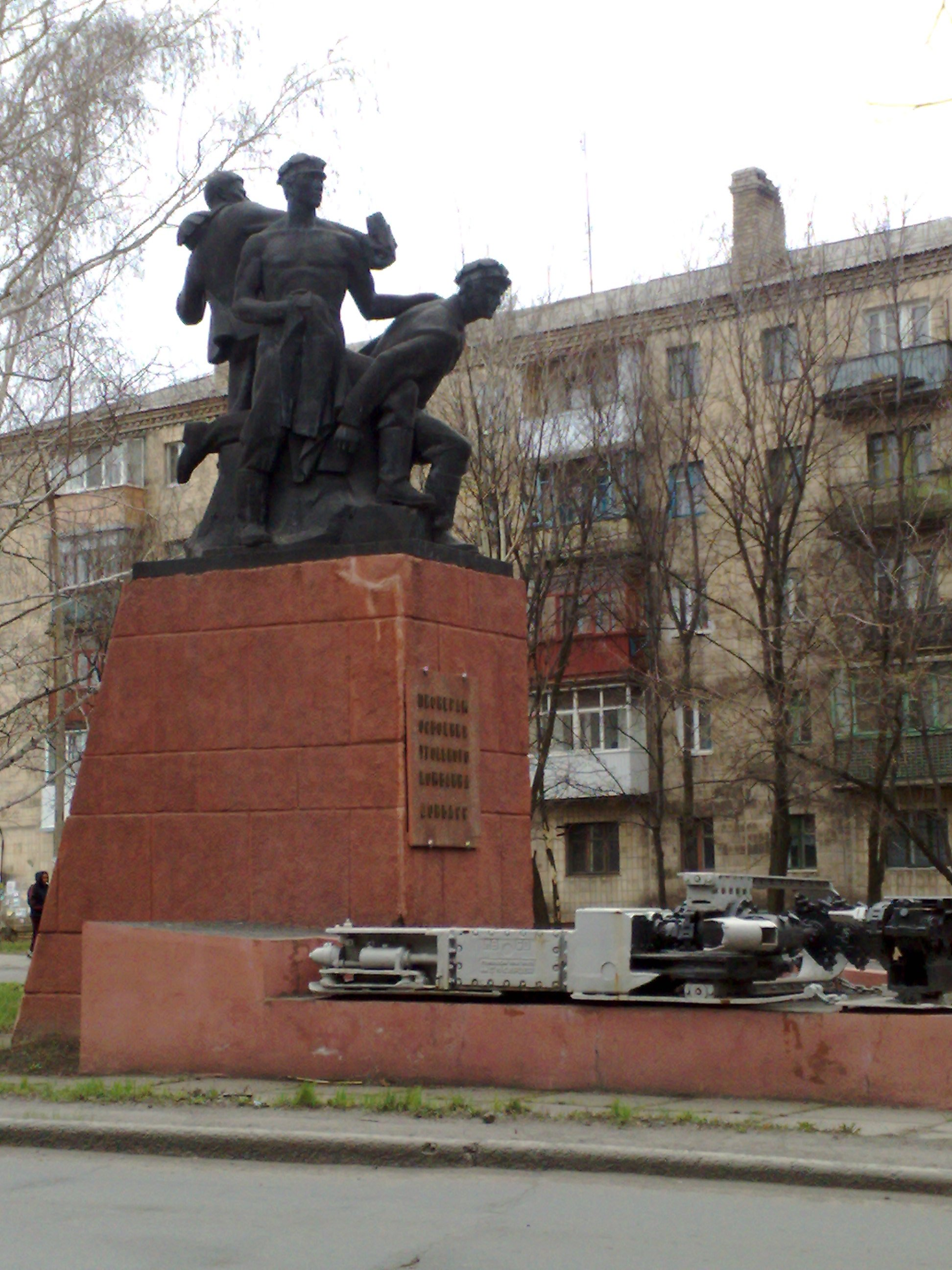
Monument minier du Donbass.

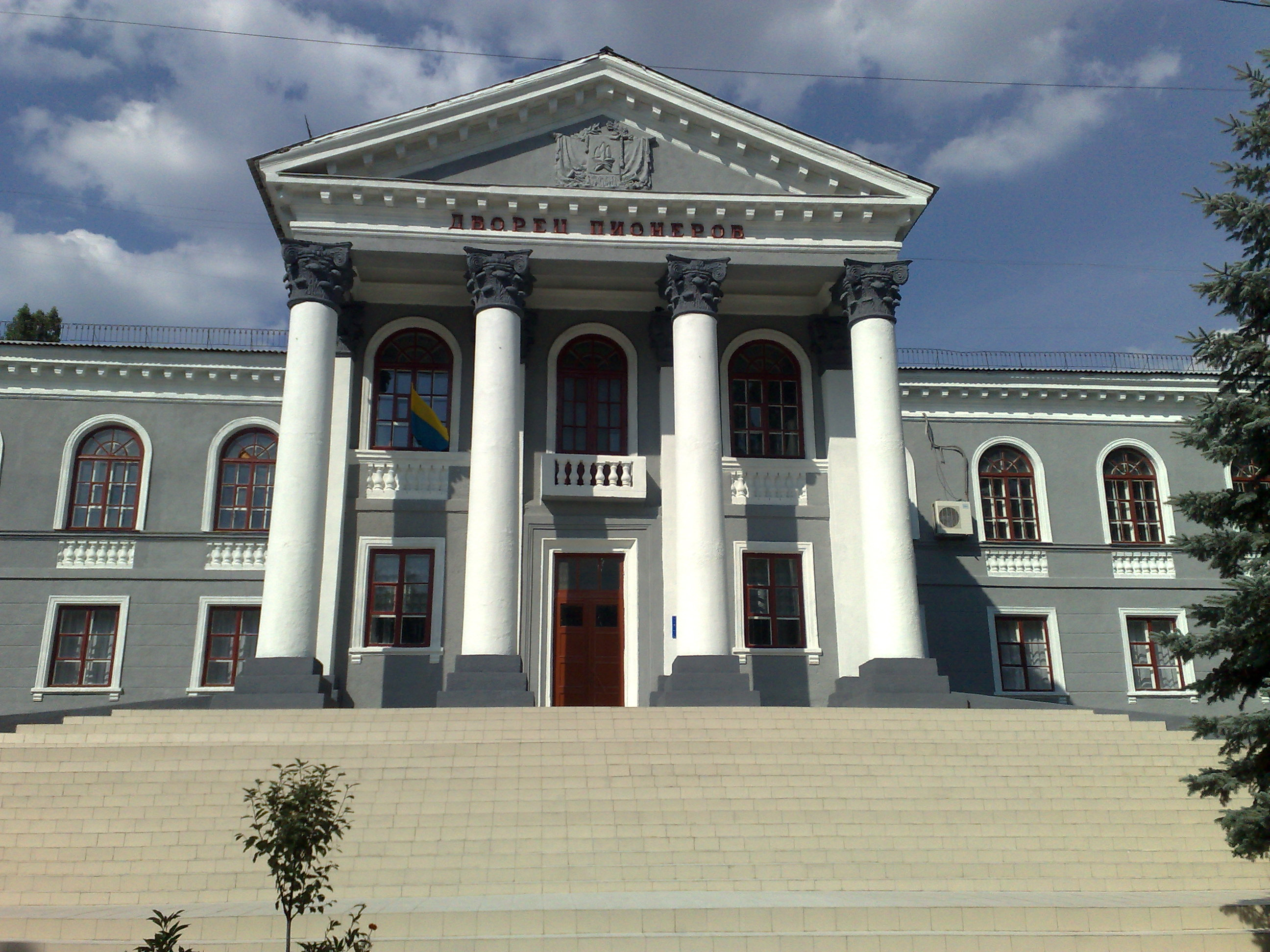
Palais de la créativité des enfants.

La principale entreprise de la ville est la société d'État Thorez Anthracite, spécialisée dans l'extraction du charbon. La société contrôle un certain nombre de mines et d'installations de production, notamment la mine Progress, les administrations des mines Loutouguine et Volhynian et l'usine Thorez. Parmi les autres employeurs figurent les usines d'électricité et d'alliage de Thorez, la mine Terra de la compagnie Vuhleresurs, le département pénal de l'État et l'usine de tests alimentaires de Thorez.

## Quartiers

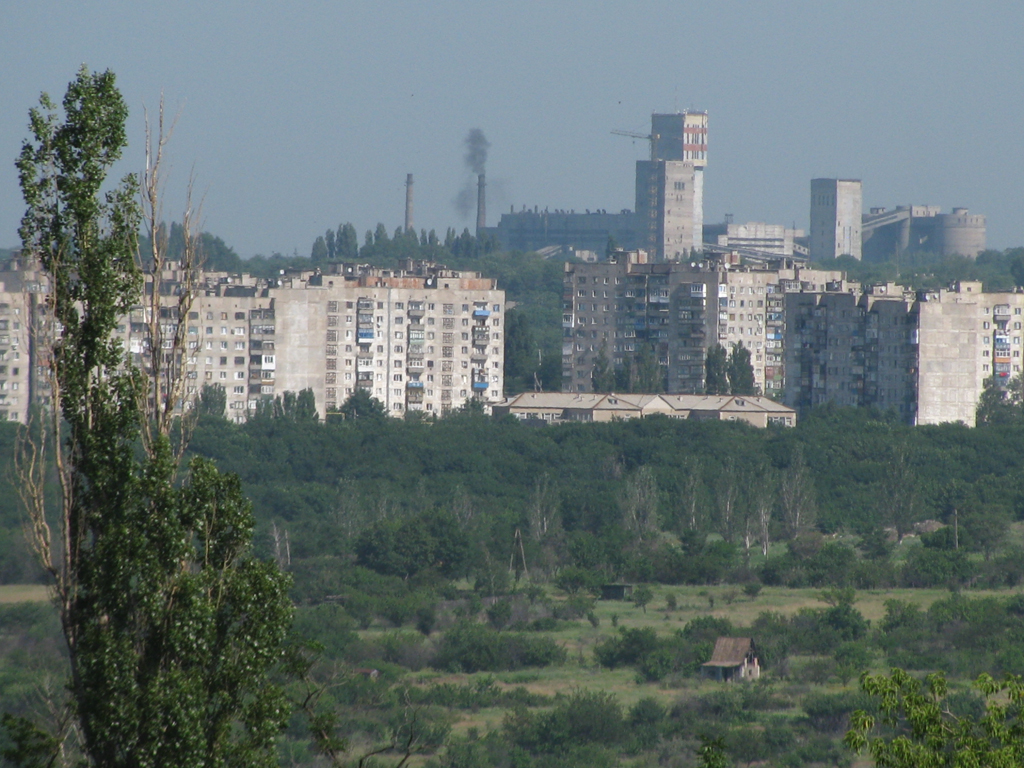
Mine de charbon Progress.

Le centre de Thorez comprend les rues Pionerskaïa, Nikolaeva, Engels, Syzrantsev et 50 ans d'URSS, l'avenue Gagarine et le boulevard Illitch. Les quartiers sont numérotés de un à quatre (rue Engels), 30e anniversaire de la Victoire, G et Étoile rouge (Chervona Zirka).
Le village central (en ukrainien : Cелище центральне) dans le sud-est de la ville a été l'un des premiers établissements de Tchistiakovo qui est devenue une ville en 1932. Elle possède une école de théâtre et deux jardins d'enfants.
Shanghai, une petite zone résidentielle également située au sud-est de Thorez, a été construite en 1946 par des prisonniers de guerre hongrois et se compose d'immeubles à appartements de sept étages. En plus de Thorez, son conseil municipal régit deux villes : Pelahiyivka et Rozsypne.

## Personnalités liées
- Darya Tkachenko (née en 1983), championne du monde de dames internationales et de dames turques.

## Photographies

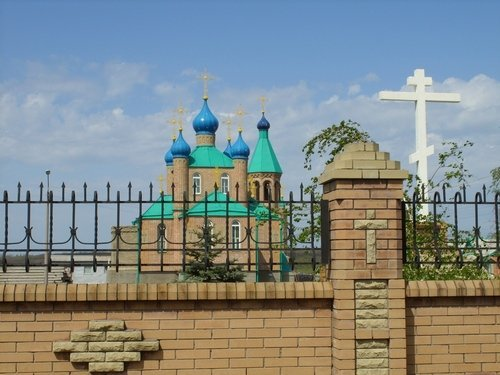
Église orthodoxe.
Église Saint-Élie.
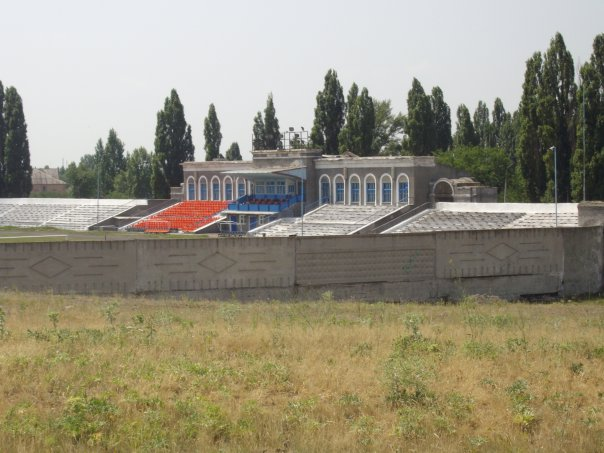
Stade du Komsomol.
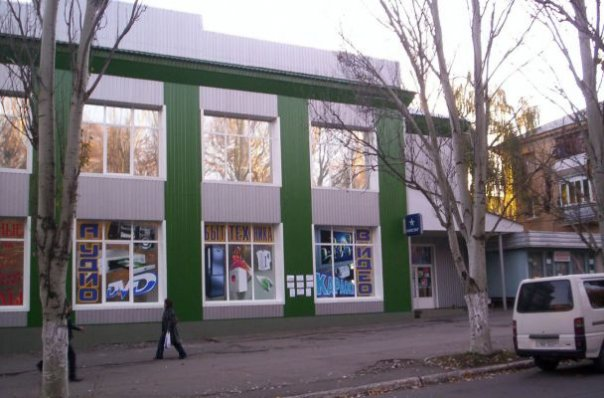
Grand magasin central, rue Ilitch.
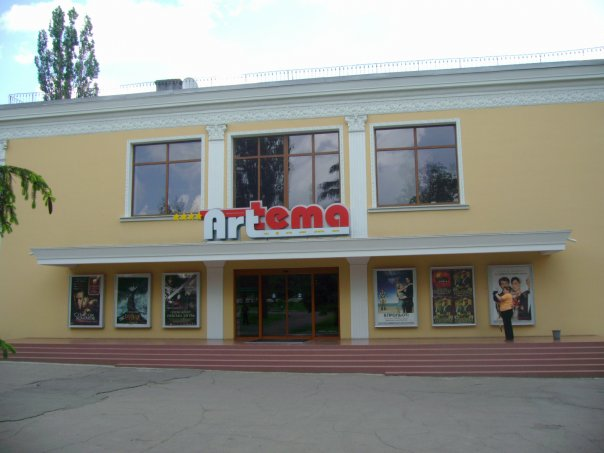
Cinéma Artiom.
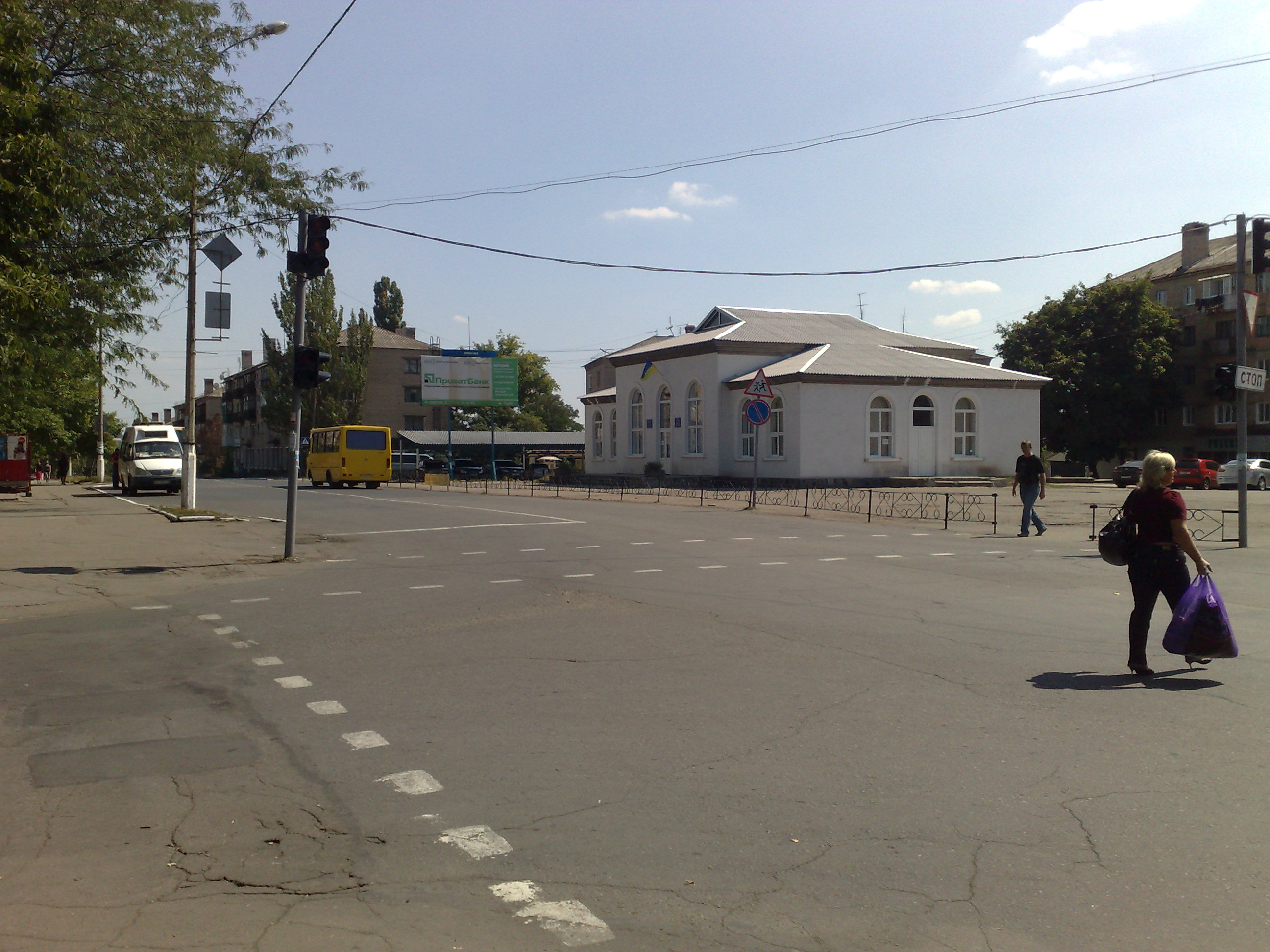
Intersection des rues Nikolaïev et Gagarine.
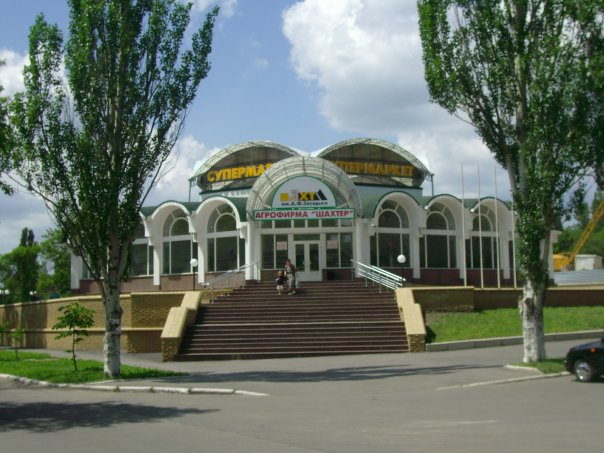
Supermarché Chakhtior sur la rue Engels.
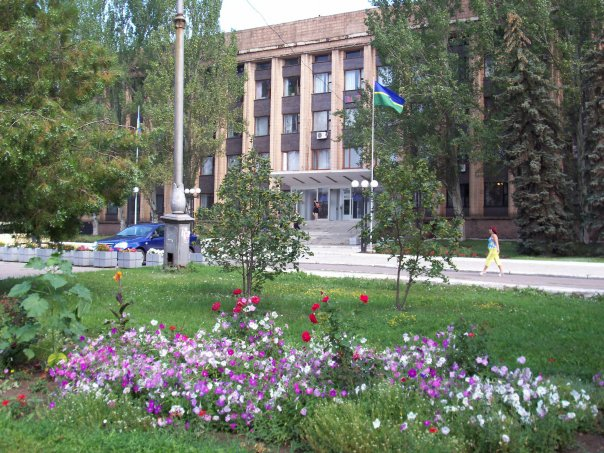
Hôtel de ville.